# Архієрей
Архієре́й, архиєрей (від дав.-гр. ἀρχι- «старший», «головний» та дав.-гр. ἱερεύς «жрець»; грецька приставка «архі-» до слова ієрей служить для позначення вищих посад у церковній ієрархії, наприклад: архіпапа, архієпископ, архідиякон, архімандрит тощо. Цебто дав.-гр. ἀρχιερεύς — це «верховний жрець», «первосвященник»):
- в українській мові існує як термін, що у правосл. церк. ієрархії означає заг. назву для вищих чинів (єпископа, архієпископа, митрополита, патріарха) з числа т. з. чорного, тобто чернецького, духівництва. Функції і повноваження А. визначаються внутр. церк. правилами.
- за Старим Завітом, архієрей — вищий жрець, первосвященник. Новий Завіт так іменує Ісуса Христа;
- це титул старшого над ієреями (пресвітерами), тобто священника сану єпископа.[джерело?] У цьому випадку виєднана функція священнодійства у вівтарі храму від влади єпископа;[що?]
- синонімічно використовується поруч з такими поняттями, як «архіпастир»[1] та «ієрарх»;
- відповідно до теологічної науки (догматика) в християнстві вживається щодо священнослужителів третього вищого ступеня (єпископ, архієпископ, митрополит, патріарх, кардинал, Папа Римський тощо);
- повновладний глава духівництва церковно-адміністративного округу — єпархії. Він висвячує пресвітерів (ієреїв), дияконів, призначає священнослужителів на парафії, вирішує незгоди між мирянами та ієреями тощо, відповідно до канонічного права.